# St. Martini (Nienhagen)
Die Kirche St. Martini in Nienhagen ist ein zu Beginn des 19. Jahrhunderts im klassizistischen Baustil errichteter Sakralbau aus Bruchsteinmauerwerk. Die Kirche ist seit ihrer Errichtung evangelischer Konfession.

## Geographische Lage
Nienhagen ist seit dem 1. Januar 2010 Ortsteil der Stadt Schwanebeck im Landkreis Harz in Sachsen-Anhalt. Das Gebäude befindet sich südlich der Kreisstraße K-1318 (Ernst-Thälmann-Straße), unmittelbar am westlichen Ortsrand in Richtung Schwanebeck. Am Kirchengebäude befindet sich der evangelische Friedhof der ehemals selbständigen Gemeinde Nienhagen, teilweise mit alten Gräbern aus dem 19. Jahrhundert. Der Ort besitzt eine eigene Bahnstation an der Bahnstrecke Magdeburg-Halberstadt.

## Kirchengebäude

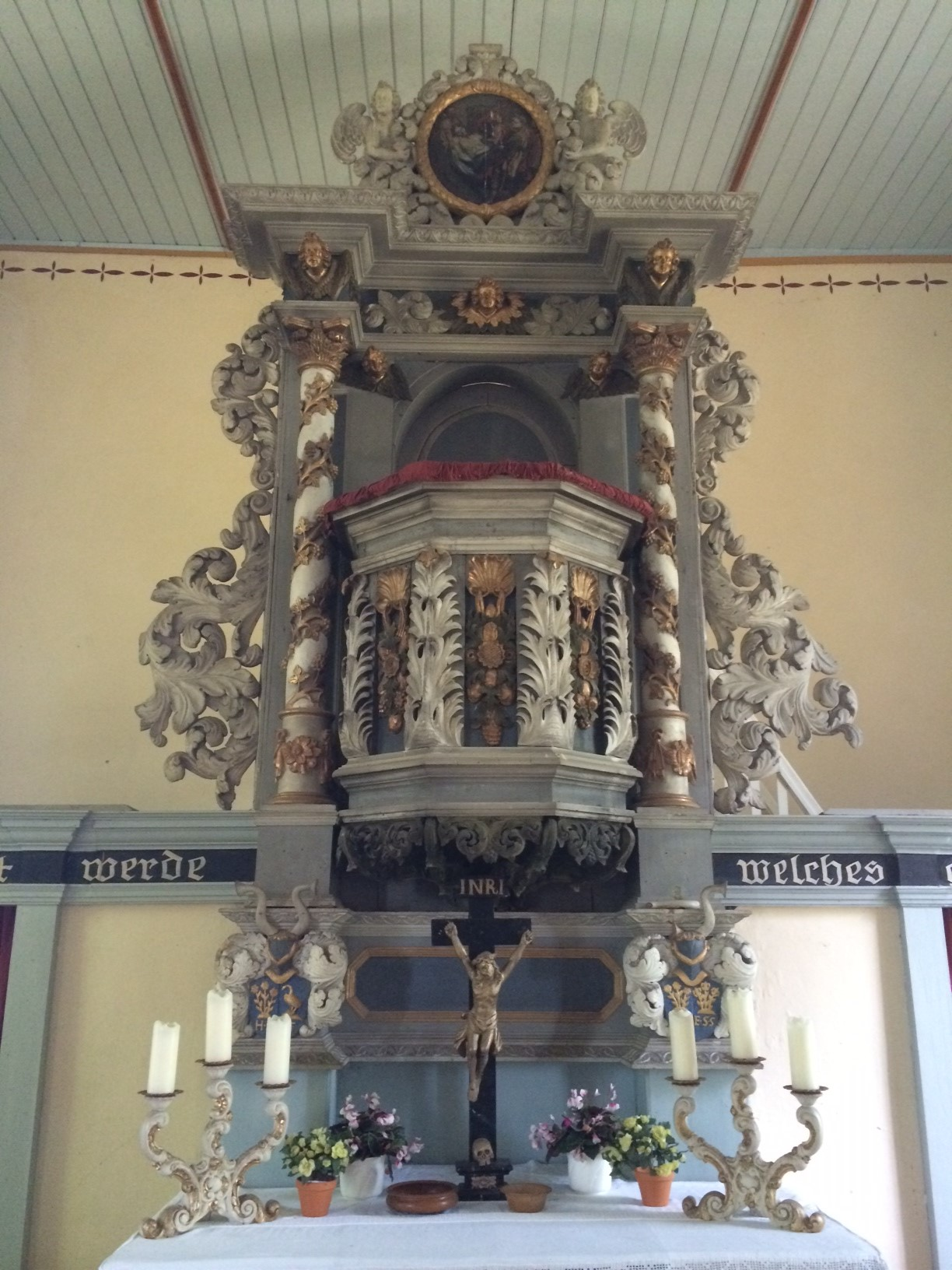
Barockaltar mit Kanzel, Original aus dem Vorgängerbau

### Ausführung und Baugeschichte
Die Martinikirche, ursprünglich sollte sie Luther-Kirche benannt werden, ist ein zu Beginn des 19. Jahrhunderts nach überarbeiteten Plänen Karl Friedrich Schinkels errichteter Sakralbau, der in den Jahren 1818 bis 1819 an Stelle eines alten Vorgängerbaus errichtet wurde. Der Vorgängerbau war baufällig und wurde 1815 durch einen Sturm schwer beschädigt. Der Turm brach ein und beschädigte den Großteil der alten Orgel. Ein Neubau wurde in Erwägung gezogen, und im selben Jahr wurden entsprechende Pläne in der Berliner Oberbaudeputation eingereicht. Diese wurden von Schinkel überarbeitet; er legte einen Normalkirchenentwurf mit Turm zugrunde.
Der Kirchturm und das als Langbau errichtete Kirchenschiff, wurden aus Bruchsteinen errichtet, die teilweise vom ehemaligen Gröninger Schloss stammen. Der Altarraum wird von hohen Korbbogenfenstern belichtet. Wesentliches gestalterisches Element Schinkels, ist die halbrunde Fensteröffnung zum Dachstuhl am östlichen Giebel. Die Turmspitze wurde erst nachträglich, am 30. Oktober 1842, aufgesetzt. Die Orgel mit dazugehöriger Empore stammen aus der ehemaligen französisch-reformierten Kirche in Halberstadt und wurde 1828 für eine Summe von 400 Talern aufgekauft. 2014 wurde die Orgel instand gesetzt.

### Inventar
Zum Inventar gehört der originale Barock-Altar des Vorgängerbaus. An diesem befinden sich jeweils rechts und links zwei Wappen mit den Buchstaben HG - CF und SCG - ESS. Die Buchstaben stehen für die damaligen Gutspächter des Gutshofes in Nienhagen und vermutlich Stifter: Henning Grosse († 1681) und seiner Gemahlin Catherine Franke bzw. seinem Sohn Christian Grosse († 1714) und dessen Ehefrau Eleonore Sophie Strump. Das Entstehungsdatum ist zwischen 1674 und 1681 zu datieren. Daneben zählte ein silberner Kelch aus dem Jahre 1572 (Stifter waren die Brüder Henning und Claus Lutzow) zum wertvollen Inventar. Auf den sechs Rotuli: geflügelte Engelsköpfe, Markierung ein Kruzifix. Am Inneren des Fußes stand geschrieben
Ein weiterer Silberkelch, jüngeren Datums (1697) aber größer, ist vergoldet. Dessen Kruzifix wird flankiert von Maria und Johannes, Schmiedezeichen ist die Halberstädter Wolfsangel. Beide Kelche wurden in Silberschalen aufbewahrt, daneben befand sich in der Kirche eine silberne Oblatenschachtel aus dem Jahr 1658 mit folgender Inschrift:
Aus 1658 stammt auch eine Leinendecke zum heilgen Abendmahl, bestickt mit folgenden Worten:

### Glocken

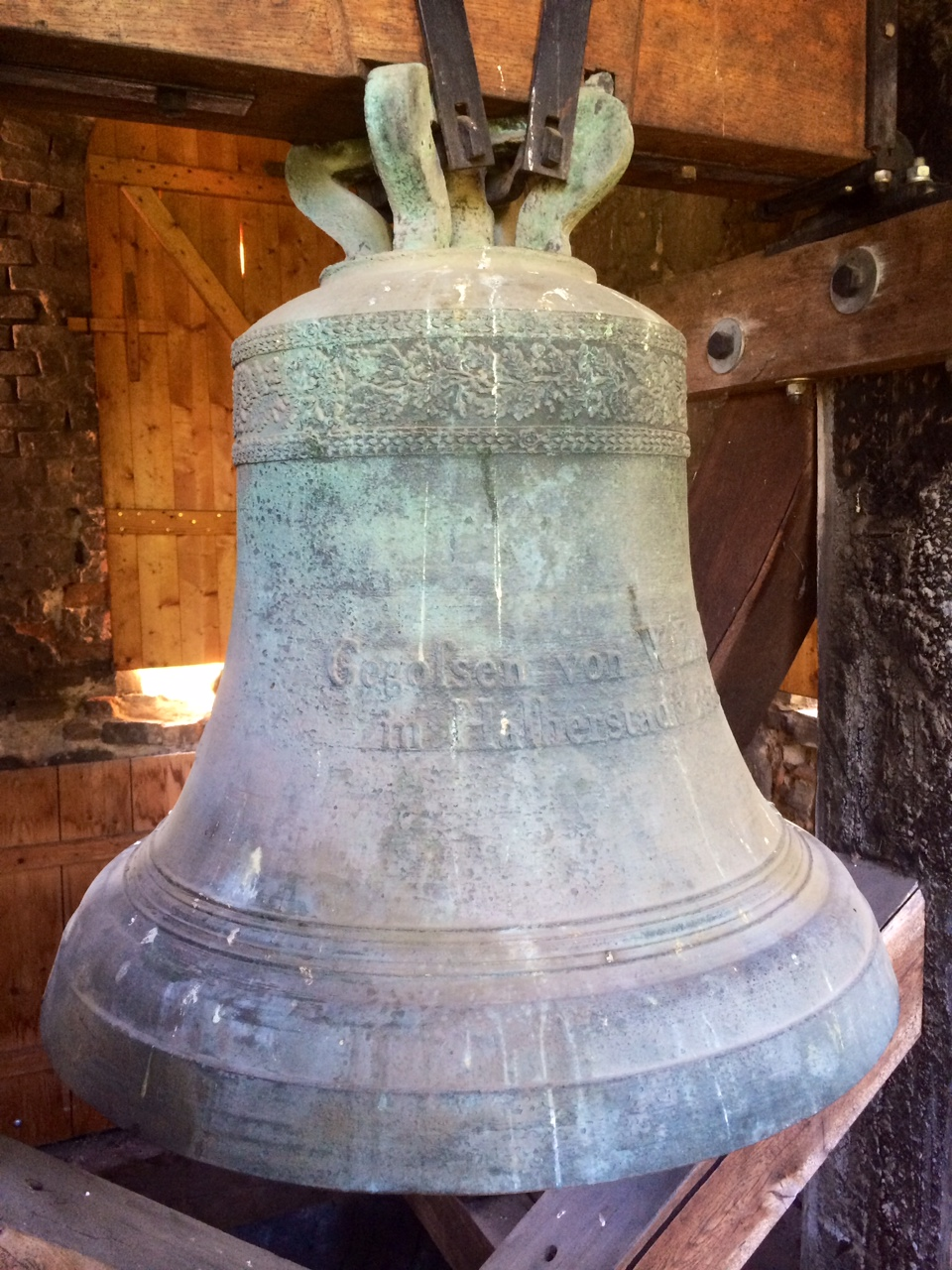
St. Martini, Glocke

Die Nienhagener Kirche hatte ursprünglich ein Geläut von zwei Glocken. Die Glocken wurden vom Glockengießer W. Engelcke aus Halberstadt gegossen. Heute besteht das Geläut aus einer Glocke. Eine der beiden Glocken wurde während des Zweiten Weltkriegs eingeschmolzen.

## Kirchengemeinde

### Vorreformatorisch
Nienhagen, ursprünglich als Pfarrdorf angeführt, ist eine Gründung Halberstädter Bischöfe, die hier ein klösterliches Vorwerk zur Eigenbewirtschaftung anlegen ließen. Von 1138 bis 1804 war das St.-Johannes-Kloster aus Halberstadt (auch Johanniskloster) der geistige Grundherr des Ortes. Der Name des Schutzheiligen der ursprünglichen Kirche ist nicht überliefert. Bis 1648 war der Ort Teil des Bistums Halberstadt, das von da ab in ein weltliches Fürstentum umgewandelt und als Fürstentum Halberstadt Teil der Mark Brandenburg wurde. Schon früh durften die Bauern im Ort ihren Pfarrer selbst wählen (ab 1231). Später stellte das Kloster in Halberstadt den Propst, der wiederum den Archidiakon bestimmte.

### Evangelisch

#### Kirchengeschichte
Wann die Bewohner Nienhagens zum lutherischen Bekenntnis übertraten ist nicht überliefert. Wahrscheinlich ist, dass die Reformation in Nienhagen mit Sigismund von Brandenburg, Bischof von Halberstadt, spätestens jedoch mit der Regentschaft des protestantischen Fürsten Heinrich Julius von Braunschweig-Wolfenbüttel einherging. Heinrich Julius wurde ab 1566 Fürstbischof von Halberstadt. Mitte des 18. Jahrhunderts waren die Einwohner des Pfarrdorfs ausschließlich evangelischer Konfession. Heute gehört die Gemeinde zur Evangelischen Kirche in Mitteldeutschland.

#### Kirchspielorte

Wappen Altar
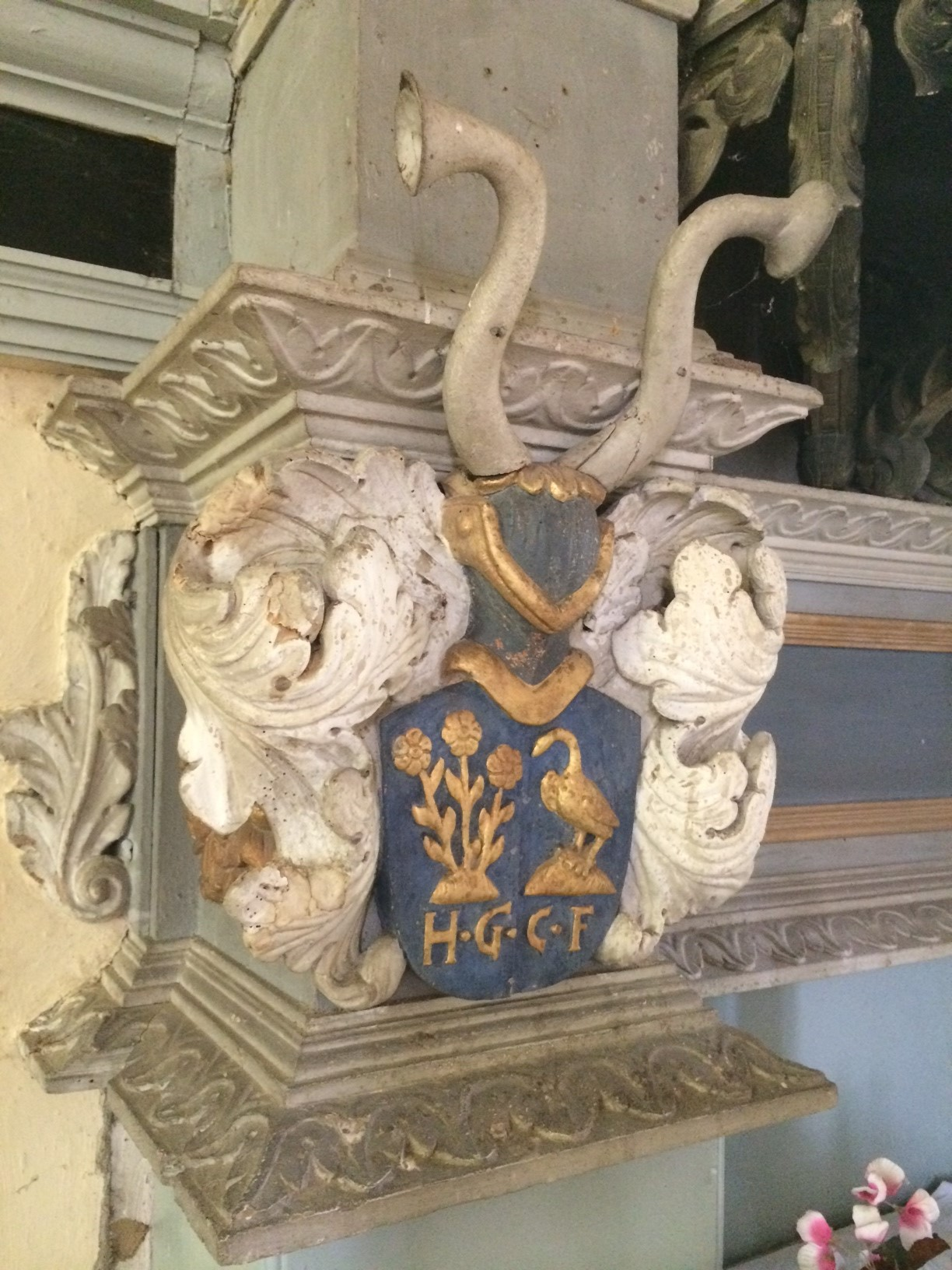
Stifterwappen Henning Grosse und Catherine Franke
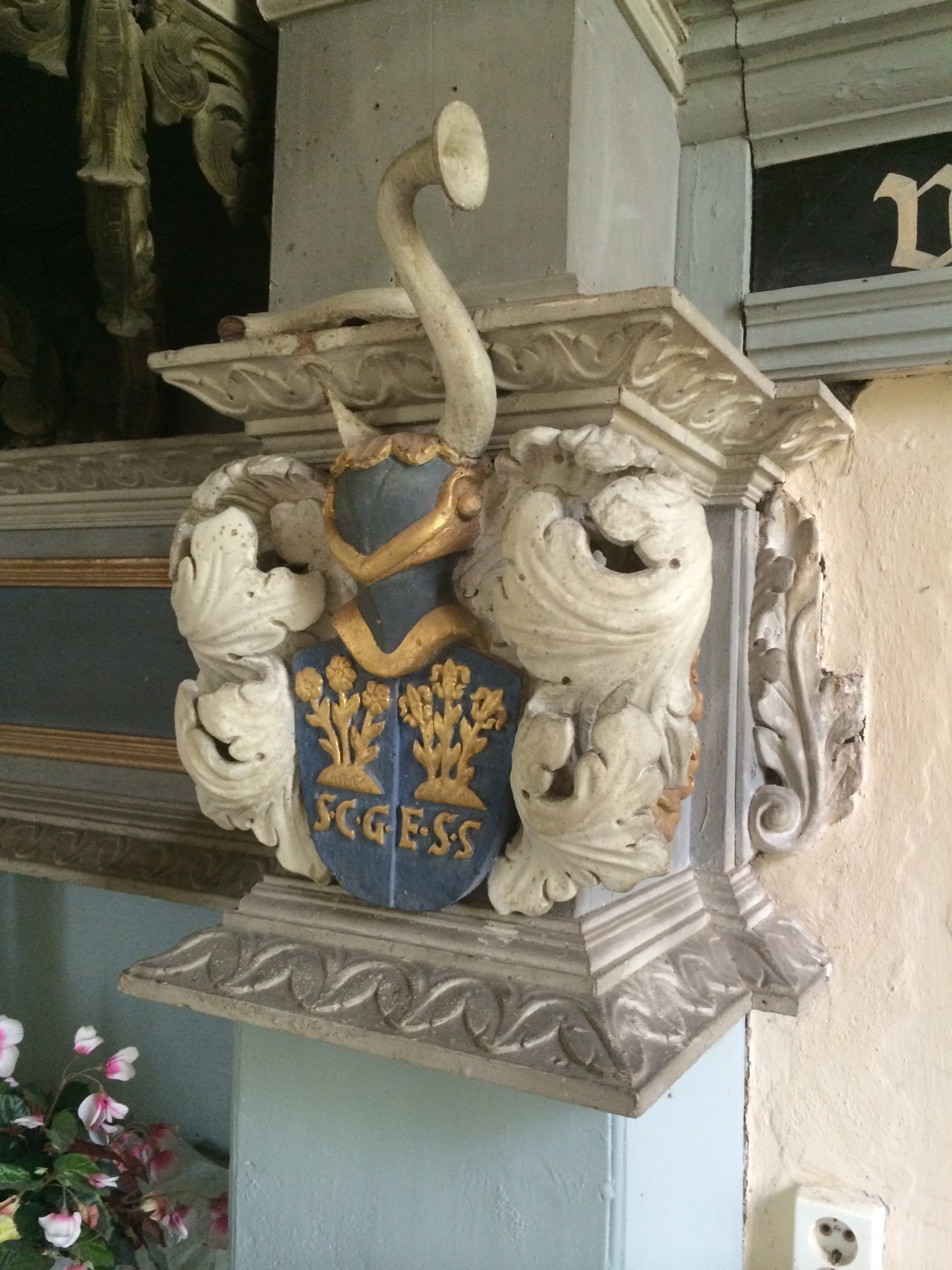
Stifterwappen Christian Grosse und Eleonore Sophie Strump

Nienhagen ist heute Teil des Kirchspiels Schwanebeck:
| Ortsname    | Kirchengemeinde |
| ----------- | --------------- |
| Schwanebeck | Schwanebeck     |
| Nienhagen   | Schwanebeck     |
| Eilenstedt  | Eilenstedt      |
| Schlanstedt | Schwanebeck     |

#### Kirchenbücher
Kirchenbuchunterlagen sind seit 1670 überliefert.

#### Pfarrer
Aktuell amtiert hier
- Christian Plötner, seit 1. September 2013